# Parafia Wniebowzięcia Najświętszej Maryi Panny w Waraszu
Parafia Wniebowzięcia Najświętszej Maryi Panny w Waraszu – parafia rzymskokatolicka w Waraszu, należy do dekanatu Równe w diecezji łuckiej.

## Duszpasterze

### Proboszcz
- ks. Andrzej Walczuk SAC - od 1995 do ??
- ks. Władysław Łukasiewicz SAC - od ??